# 坎帕門托 (安蒂奧基亞省)
坎帕門托（西班牙語：Campamento）是哥倫比亞的城鎮，位於該國北部，由安蒂奧基亞省負責管轄，距離首府麥德林139公里，始建於1827年，面積200平方公里，海拔高度1,465米，2005年人口3,400。
6°58′44″N 75°17′47″W / 6.97889°N 75.29639°W